# YMCA 야구단
『YMCA 야구단』(YMCA Baseball Team)은 2002년 대한민국의 코미디 드라마 스포츠 영화로, 감독 및 각본은 김현석이 맡았으며, 송강호, 김혜수, 황정민, 김주혁 등이 출연했다. 1900년대 초 대한제국에서 일제강점기로 흘러가던 한국 최초의 야구팀인 황성기독교청년회 야구단을 모티브로 한 영화이다.

## 캐스팅
- 송강호 - 이호창 역
- 김혜수 - 민정림 역
- 황정민 - 류광태 역
- 김주혁 - 오대현 역
- 이대연 - 마성한 역
- 김일웅 - 정병환 역
- 신구 - 호창 부 역
- 고인배 - 광태 부 역
- 최덕문 - 이은 역
- 임현식 - 하일송 역
- 한창현 - 일본군 장교 역
- 조승우 - 마부 청년 역 (우정출연)

## 같이 보기
- 황성 YMCA 야구단